# Rail Power Systems
Die Rail Power Systems GmbH ist ein deutsches Unternehmen im Bereich der Bahnelektrifizierung mit Hauptsitz in München. Das Unternehmen bietet Installationsdienstleistungen in Deutschland sowie Beratungs-, Ingenieur- und Produktlösungen für deutsche und internationale Projekte an.
Es wurde mit Wirkung zum 1. November 2015 mit der Übertragung der Geschäftsbereiche Ausrüstung und Bahnenergieversorgung der Balfour Beatty Rail GmbH gegründet. Die Geschäftsbereiche Ausrüstung und Bahnenergieversorgung werden durch den Kompetenzbereich Systemdesign ergänzt.

## Geschichte
Im August 2016 wurden die Anteile der Rail Power System GmbH (ehemals Balfour Beatty Rail GmbH) und der RPS Signal GmbH an Tianjin Keyvia Electric Co., Ltd (Keyvia) übertragen. Die im Jahr 2000 gegründete Tianjin Keyvia Electric Co., Ltd mit Sitz in Tianjin ist seit November 2014 an der Börse Shenzhen und Shanghai gelistet. Keyvia ist tätig im Bereich der Forschung und Entwicklung sowie der Planung, Herstellung und Installation von Systemen der Bahnelektrifizierung für Fern- und Nahverkehr. Zwischen der Keyvia und der deutschen Rail Power Systems GmbH gibt es bereits seit 2009 eine Zusammenarbeit als Joint Venture TJBB im Bereich von Schaltanlagen für Gleichstrombahnen für den chinesischen Markt.
Zu den Vorgängergesellschaften von Rail Power Systems gehören die AEG (gegründet 1889), ABB (gegründet 1988), ADtranz (gegründet 1996), Balfour Beatty (gegründet 1907), Balfour Beatty Rail GmbH (gegründet 2000). Das Unternehmen, dessen Namen sich im Laufe der Jahre mehrmals geändert hat, blickt auf eine mehr als 135-jährige Geschichte in der Bahnelektrifizierung zurück.

## Standorte
Der Hauptsitz des Unternehmens befindet sich in München. Weitere Niederlassungen befinden sich in Berlin, Bochum, Dresden, Leipzig, Offenbach, Mannheim, Ettlingen, Neuaubing, Viernheim und Staßfurt.

## Produkte und Dienstleistungen
Rail Power Systems entwickelt und fertigt Komponenten und Systeme in Deutschland und deckt verschiedene Fachgebiete der Bahnstromversorgung und Oberleitungstechnik ab.
Dazu gehören die Planung und Umsetzung von Oberleitungsanlagen und Stromschienen sowie Bahnstromversorgungssysteme für Wechsel- und Gleichstromnetz.

## Referenzprojekte
Stuttgart 21
Von März 2020 bis Oktober 2023 übernahm Rail Power Systems die Montage und Inbetriebnahme von vier neuen Schaltposten (Bad Cannstatt, Feuerbach, Stuttgart Flughafen und Stuttgart Hauptbahnhof) zur Integration der Neubaustrecke Stuttgart–Ulm in das bestehende Bahnstromnetz. Zusätzlich erfolgte die Installation der Oberleitungsstromschiene mit rund 40 km Stromschienenoberleitung sowie die Anbindung der Neubaustrecke an das bestehende Wechselstromnetz.
Beijing – Daxing Airport
Von Januar 2018 bis Dezember 2019 lieferte Rail Power Systems die Oberleitungsstromschienenanlage für die 23 km lange Neubaustrecke zur Anbindung des Flughafens Beijing Daxing.
Neubaustrecke Wendlingen-Ulm
Von August 2017 bis Dezember 2022 war Rail Power Systems mit der Planung, Lieferung und Montage der Oberleitungsanlagen für die Neubaustrecke Wendlingen–Ulm beauftragt. Dazu gehörte die Errichtung einer Hochgeschwindigkeitsoberleitungsanlage sowie die Einbindung der Strecke an den Bahnhof Ulm. Insgesamt wurden rund 76 km Kettenwerk, 22 km Bahnenergieleitung und 44 km Rückleiter verlegt sowie 850 Maste installiert.